# Iablanița
Iablanița (en hongrois : Bélajablánc) est une commune du județ de Caraș-Severin en Roumanie.